# Järnvägsolyckan i Varberg
Järnvägsolyckan i Varberg inträffade den 18 juli 1994 vid järnvägsviadukten över Sanatorievägen vid Kåsa i Apelviken i Varberg. Olyckan berodde på att en containerlastbil, som på grund av inte helt nedfällda lyftarmar var för hög för att passera, kolliderat mot viadukten, vilket gjorde att brobalkarna flyttades och rälsen kröktes. Detta ledde till att Statens Järnvägars passagerartåg, som strax därefter passerade söderifrån, spårade ur. Emellertid förblev både lok och vagnar stående på rätt köl, vilket gjorde att personskadorna begränsades. Tåget hade 360 passagerare, varav tio skadades lindrigt.